# Mählbrief
Der Mählbrief, Maalbrief oder auch Zerte ist die Urkunde über den Bauvertrag eines Handelsschiffes. Bis etwa 1900 verlangten z. B. die russischen Hafenbehörden beim Einklarieren eines ausländischen Kauffahrteischiffes vom Kapitän neben anderen Schiffspapieren auch die Vorlage des amtlich beglaubigten Mählbriefes.
In dem Dokument mussten außer Gattung, Abmessungen und Tonnage des Schiffes die Zahlungsmodalitäten zwischen Reeder und Bauwerft angegeben sein. Außerdem mussten der Ort und Zeitpunkt der Kiellegung, der Tag des Stapellaufs und der Fertigstellung sowie Zeitpunkt und Ort der Schiffsübergabe an den Reeder enthalten sein. Wie auch aus dem Schiffszertifikat mussten aus dem Mählbrief die Eigentumsverhältnisse an dem Schiff zur Zeit des Einklarierens für die Abfertigungsbehörden ersichtlich sein.